# Випадковий медовий місяць
«Випадковий медовий місяць» (англ. The Accidental Honeymoon) — американська комедійна драма режисера Леонса Перре 1918 року.

## У ролях
- Роберт Воррік — Роберт Кортленд
- Ілейн Гаммерстін — Кітті Грей
- Френк Макглінн старший — фермер Перкінс
- Бланш Крейг — мати Перкінс
- Френк Норкросс — батько Кітті
- Едвард Кімболл — Роланд Едвардс
- Джейнн Мей — семінарист
- Емілі Лоррейн — вчитель
- Волтер Гайєрс — Джиммі